# 鈴木秀
鈴木 秀（すずき しゅう、1990年9月17日 - ）は、日本の男性実業家兼モデルであり株式会社ホリプロデジタルエンターテインメントの代表取締役社長。
人気YouTuberのヒカルなどが所属していた株式会社VAZの創業者、同社取締役副社長。
2017年に、辞任及び退職を発表。
2018年株式会社ホリプロデジタルエンターテインメントを創業中心メンバーとして参画。
2020年株式会社ホリプロデジタルエンターテインメントの代表取締役社長に就任。
身長173cm。
山梨県出身。フリー素材モデルとしてぱくたそに所属。

## 概要
主に広告記事等に利用される広告モデルとして活動しており、定められた利用範囲内で自由に使用できるフリー素材モデルしての活動が知られている。

## 人物
甲府昭和高校卒業。
最終学歴は山梨大学の大学院修士課程。学生時代から起業していた。過去に動画投稿で様々な媒体で 活動していた。

## 広告
- コラボ企画CROCO株式会社広告モデル（2016年7月 - ）